# Deione thoracica
Deione thoracica là một loài nhện trong họ Araneidae.
Loài này thuộc chi Deione. Deione thoracica được Tord Tamerlan Teodor Thorell miêu tả năm 1898.